# Sesuvium crithmoides
Sesuvium crithmoides là một loài thực vật có hoa trong họ Phiên hạnh. Loài này được Welw. miêu tả khoa học đầu tiên năm 1859.